# Departamento de Coordenação de Defesa Planetária

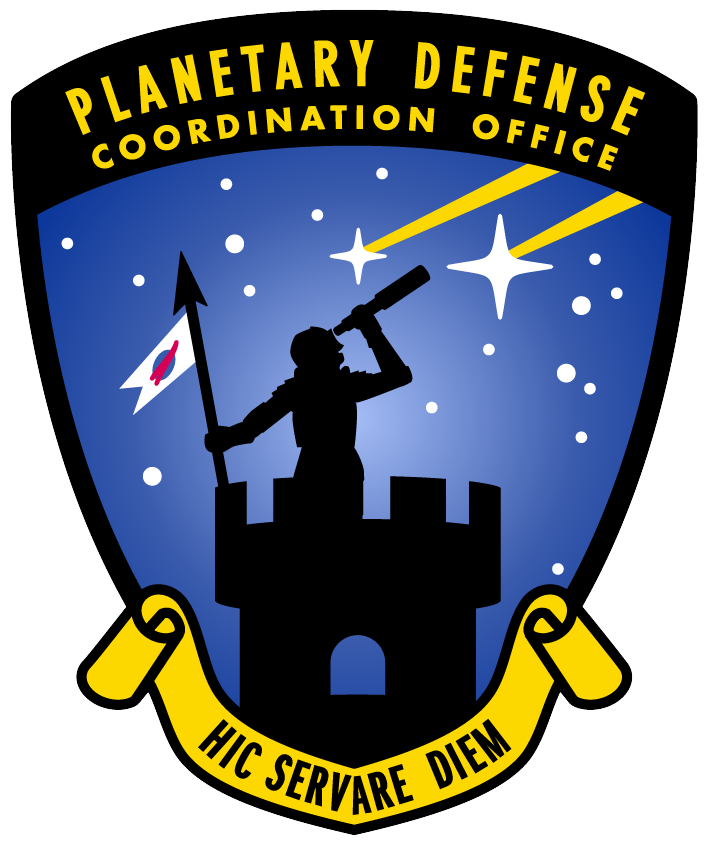
O selo do Gabinete de Coordenação de Defesa Planetária da NASA. Seu lema é "Hic Servare Diem". (Aqui para salvar o dia)

O Departamento de Coordenação de Defesa Planetária (DCDP) ou em inglês, Planetary Defense Coordination Office (PDCO) é uma organização de defesa planetária criada em janeiro de 2016 na Divisão de Ciência Planetária da Diretoria de Missão Científica da NASA.
Sua missão é procurar e catalogar objetos próximos à Terra, como cometas e asteroides e objetos potencialmente perigosos que poderiam impactar a Terra e ajudar o governo dos EUA a se preparar para um evento de impacto potencial (e coordenar esforços para mitigar e desviar ameaças potenciais, se houver detecção).

## História
Em 2005, o Congresso dos Estados Unidos aprovou a Lei de Autorização da NASA, que, em parte, atribuiu à NASA a tarefa de encontrar e catalogar pelo menos 90% de todos os objetos próximos à Terra com 140 metros ou maiores até 2020. No entanto, esse objetivo claramente não estava sendo cumprido pelo Programa de Observação de Objetos Perto da Terra da NASA, que um relatório de 2014 do Escritório do Inspetor Geral da NASA apontou. Em junho de 2015, a NASA e a Administração de Segurança Nuclear Nacional do Departamento de Energia dos EUA, que vinha estudando eventos de impacto por conta própria, assinaram um acordo para trabalhar em cooperação.
Em janeiro de 2016, a NASA anunciou oficialmente a criação do Escritório de Coordenação de Defesa Planetária (PDCO), nomeando Lindley Johnson para liderá-lo como Oficial de Defesa Planetária. O PDCO recebeu a tarefa de catalogar e rastrear objetos próximos da Terra (NEO) potencialmente perigosos, como asteroides e cometas, maiores que 30-50 metros de diâmetro (compare com o meteoro de Chelyabinsk de 20 metros que atingiu a Rússia em 2013) e coordenar uma resposta eficaz às ameaças e esforços de mitigação.
Tem feito parte de várias missões importantes da NASA, incluindo OSIRIS-REx, NEOWISE e Double Asteroid Redirection Test (DART). Para o NEOWISE, a NASA trabalhou com o Jet Propulsion Laboratory, para investigar vários cenários de ameaça de impacto, a fim de aprender a melhor abordagem para a ameaça de um impactador que se aproxima. O escritório continuará a usar o telescópio infravermelho de órbita polar NEOWISE para detectar qualquer objeto potencialmente perigoso.
O Double Asteroid Redirection Test (DART), um projeto conjunto entre a NASA e o Laboratório de Física Aplicada Johns Hopkins, é a primeira missão de defesa planetária da NASA. Em novembro de 2021, a espaçonave DART foi lançada com o objetivo de ver se ela poderia "alterar a trajetória de um asteroide, uma técnica que poderá ser usada para defender o planeta no futuro".

## Na cultura popular
O filme de 2021 Don't Look Up é sobre um cometa "assassino de planetas", no qual o Oficial de Defesa Planetário é interpretado por Rob Morgan. O chefe do PDCO, Lindley Johnson, examinou um primeiro rascunho do roteiro dois anos antes do lançamento do filme em 2021.